# E-селектин
E-селектин (CD62E, англ. E-selectin) — гликопротеин, находящийся на клеточной поверхности, относится к классу молекул клеточной адгезии; рецептор к некоторым углеводным лигандам лейкоцитов крови. Вырабатывается клетками эндотелия в случае воспалительного повреждения ткани, например инфицировании, и способствует рекрутированию нейтрофилов из циркулирующей крови к месту повреждения. Наиболее распространённый и более изученный из 3 селектинов.

## Функция
Е-селектин играет роль в иммуноадгезии. Опосредует прикрепление нейтрофилов крови к воспалённому эндотелию. Как правило находится в незначительном количестве на покоящихся эндотелиальных клетках сосудов. Однако, при стимуляции эндотелия, например цитокинами (в первую очередь интерлейкином 1 или фактором некроза опухоли) или некоторыми продуктами бактериального распада, активирующими фактор транскрипции NF-kB, вырабатывается в больших количествах и экспрессируется на клеточной поверхности. Е-селектин служит клеточным рецептором к сиалированным углеводам на поверхности нейтрофилов, так называемым сиалил-льюис x (или CD15), особым тетрасахаридам, находящимся на гликозилированных белках лейкоцитов и многих других клеток.